# مهرجان ربيع الثقافة
مهرجان ربيع الثقافة، هو مهرجان ثقافي سنوي تنظمه وزارة الثقافة بمملكة البحرين ويبدأ في شهر مارس من كل عام.

## وصلات خارجية
- الموقع الرسمي لمهرجان ربيع الثقافة.